# Henckovce
Henckovce (Hongaars: Henckó) is een Slowaakse gemeente in de regio Košice, en maakt deel uit van het district Rožňava.
Henckovce telt 460 inwoners.